# NGC 4450
NGC 4450 је спирална галаксија у сазвежђу Береникина коса која се налази на NGC листи објеката дубоког неба.
Деклинација објекта је + 17° 5' 3" а ректасцензија 12h 28m 29,3s. Привидна величина (магнитуда) објекта NGC 4450 износи 10,1 а фотографска магнитуда 10,9. Налази се на удаљености од 18,261 милиона парсека од Сунца. NGC 4450 је још познат и под ознакама UGC 7594, MCG 3-32-48, CGCG 99-62, VCC 1110, IRAS 12259+1721, PGC 41024.